# Albin Janoska
Albin Janoska (eigentlich Albin «Eub; Rhodesbua Eub» Janoska) ist ein österreichischer Musiker aus Wien.

## Geschichte
Im Jahr 2007 hat er den Amadeus Austrian Music Award in der Kategorie Amadeus Academy Award gewonnen.

## Diskografie

### Alben
- 2007: Le Grand Baheux (Klein Records)

### Singles & EPs
- 2001: Sincerely Yours - Part Five of 5 (Klein Records)
- 2004: Baheux (Klein Records)